# فخري عودة
فخري عودة التميمي (1369 - 1446هـ / 1950 - 2025م) ممثل وإعلامي كويتي.

## حياته
وُلِدَ فخري عودة التميمي يوم الأربعاء 16 ربيع الأول 1369هـ الموافق 4 يناير (كانون الثاني) 1950م في الكويت.
تخرج من (معهد الفنون المسرحية) بالكويت دفعة 1982م، من قسم التمثيل والإخراج. وبدأ بالتمثيل حينما كان عمره 21 عامًا. وكتب في مجال الصحافة منذ أن كان طالبًا وفي الشعر الشعبي والخواطر. وقام بالتمثيل في 6 مسرحيات تقريبًا وفي أعمال درامية منها مسلسل «درب الزلق»، «الأقدار»، مسرحية «الأمبراطورية»، «البحث عن وظيفة»، مسرحية «فوضى»_وكانت أول مسرحية كويتية يتم تصويرها بالألوان لتلفاز الكويت عام 1976م، فضلًا عن مسرحيات للأطفال وأعمال إذاعية، وشارك في البرنامج التلفازي «الأسرة».
وبعد تخرجه من المعهد شارك بالتمثيل في دور وطني من خلال برنامج توثيقي. ووجد نفسه في الكتابة أكثر من التمثيل حيث الإعداد للبرامج مع رؤية إخراجية وتمثيلية، وتحول لمجال الإعداد والإخراج لفترة طويلة، وحيث قام أيضًا خلال حياته الإعلامية بعدة وظائف إدارية بوزارة الإعلام الكويتية.

## أعمال الرسوم المتحركة
يُعرف بكتابته لأغنية المسلسل الكارتوني المعروف عدنان ولينا، وبالأداء الصوتي في نفس المسلسل لشخصية (علام).

## وفاته
توفي فخري عودة التميمي يوم الثلاثاء 8 ذو القعدة 1446هـ الموافق 6 مايو (أيار) 2025م عن 75 عامًا، بعد صراع مع المرض.

## روابط خارجية
- فخري عودة التميمي على موقع قاعدة بيانات الأفلام العربية